# Roncherolles-en-Bray
Roncherolles-en-Bray ist eine französische Gemeinde mit 457 Einwohnern (Stand: 1. Januar 2022) im Département Seine-Maritime in der Region Normandie. Sie gehört zum Arrondissement Dieppe, zum Kanton Gournay-en-Bray und ist Teil des Kommunalverbands des Quatre Rivières.

## Geographie
Roncherolles-en-Bray ist ein Wald- und Bauerndorf im Naturraum Pays de Bray und liegt ungefähr drei Kilometer südöstlich von Sommery, der größten Stadt in der näheren Umgegend. Es liegt 32 Kilometer nordöstlich von Rouen. Flüsse im Gemeindegebiet sind die Andelle, die Viviers und die Sainte-Marie. In der Nähe befindet sich der Regionale Naturpark Boucles de la Seine Normande.

### Nachbargemeinden
| Sommery             | Sommery                     | Serqueux              |
| Bosc-Bordel (Rouen) | Kompass                     | Forges-les-Eaux       |
| Mauquenchy          | Mauquenchy Rouvray-Catillon | La Ferté-Saint-Samson |

## Bevölkerungsentwicklung
Die Bevölkerungsanzahl ist durch Volkszählungen seit 1793 bekannt. Die Einwohnerzahlen bis 2005 werden auf der Website der École des Hautes Études en Sciences Sociales veröffentlicht.
| Jahr | Bevölkerungsanzahl |
| ---- | ------------------ |
| 1962 | 473                |
| 1968 | 437                |
| 1975 | 426                |
| 1982 | 390                |
| 1990 | 414                |
| 1999 | 430                |
| 2006 | 444                |
| 2015 | 604                |

## Sehenswürdigkeiten
Die Kirche Saint-Pierre-et-Saint-Paul sowie das Schloss stammen aus dem 16. Jahrhundert.

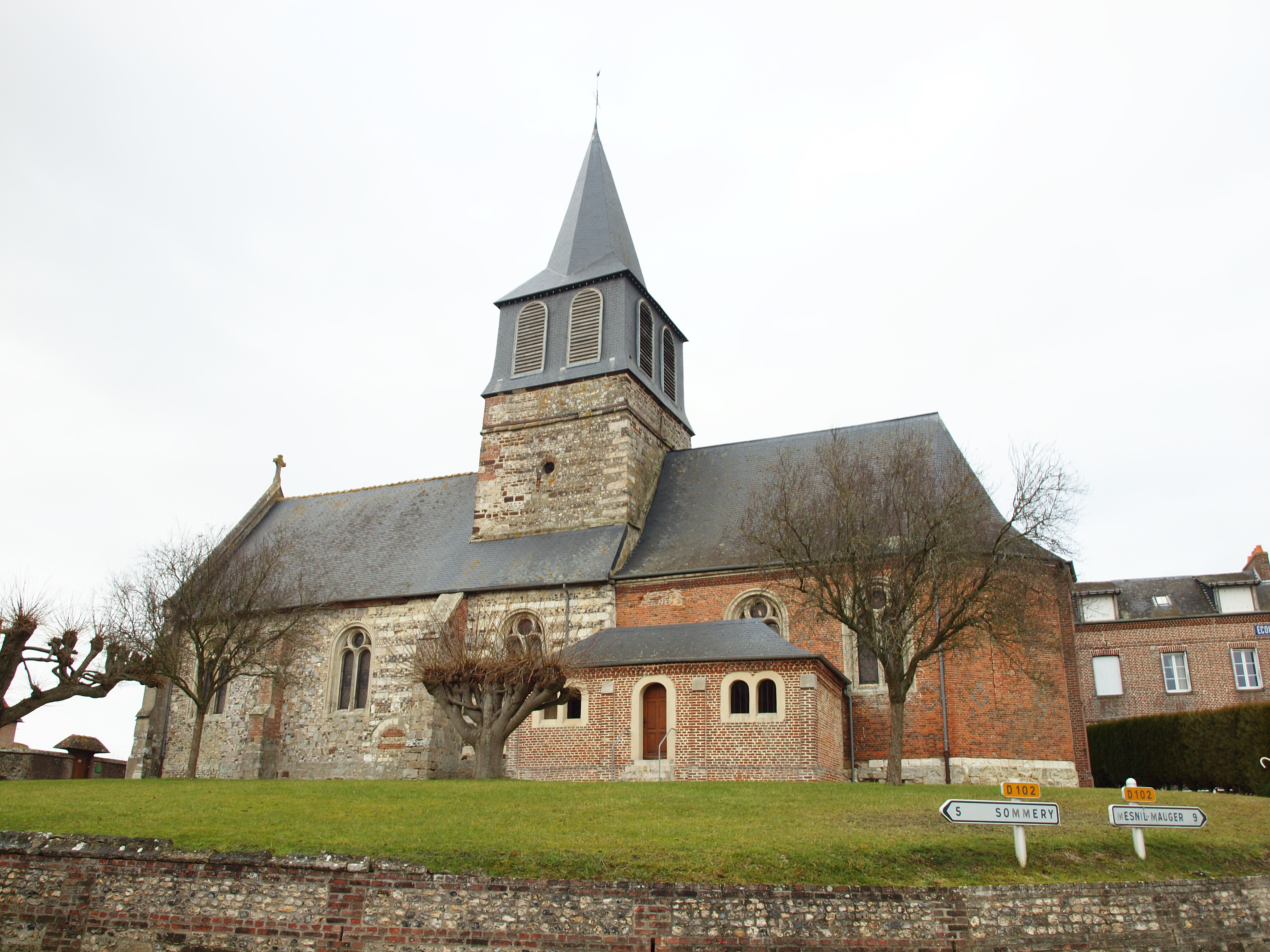
Kirche Saint-Pierre-et-Saint-Paul
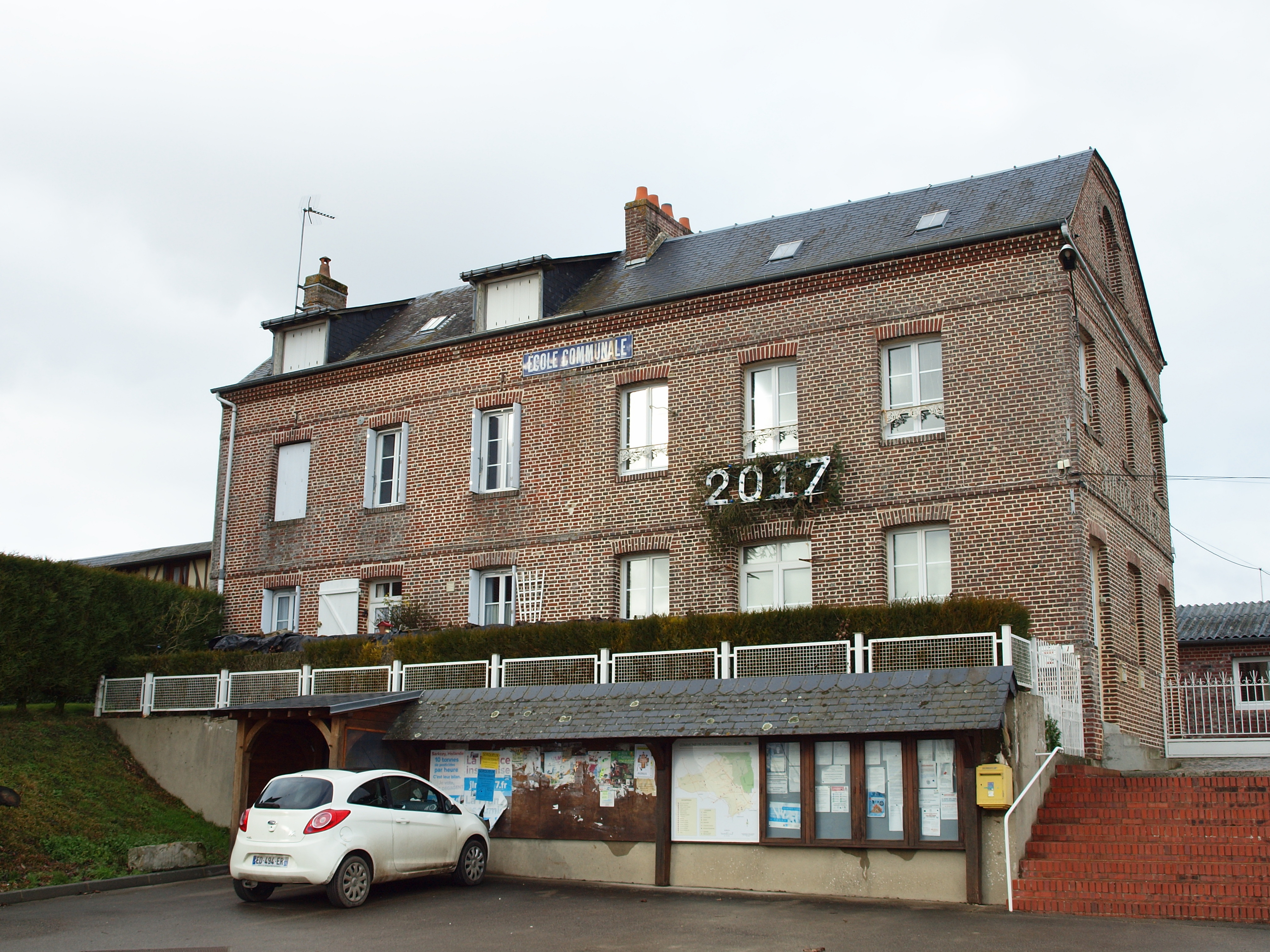
Schule
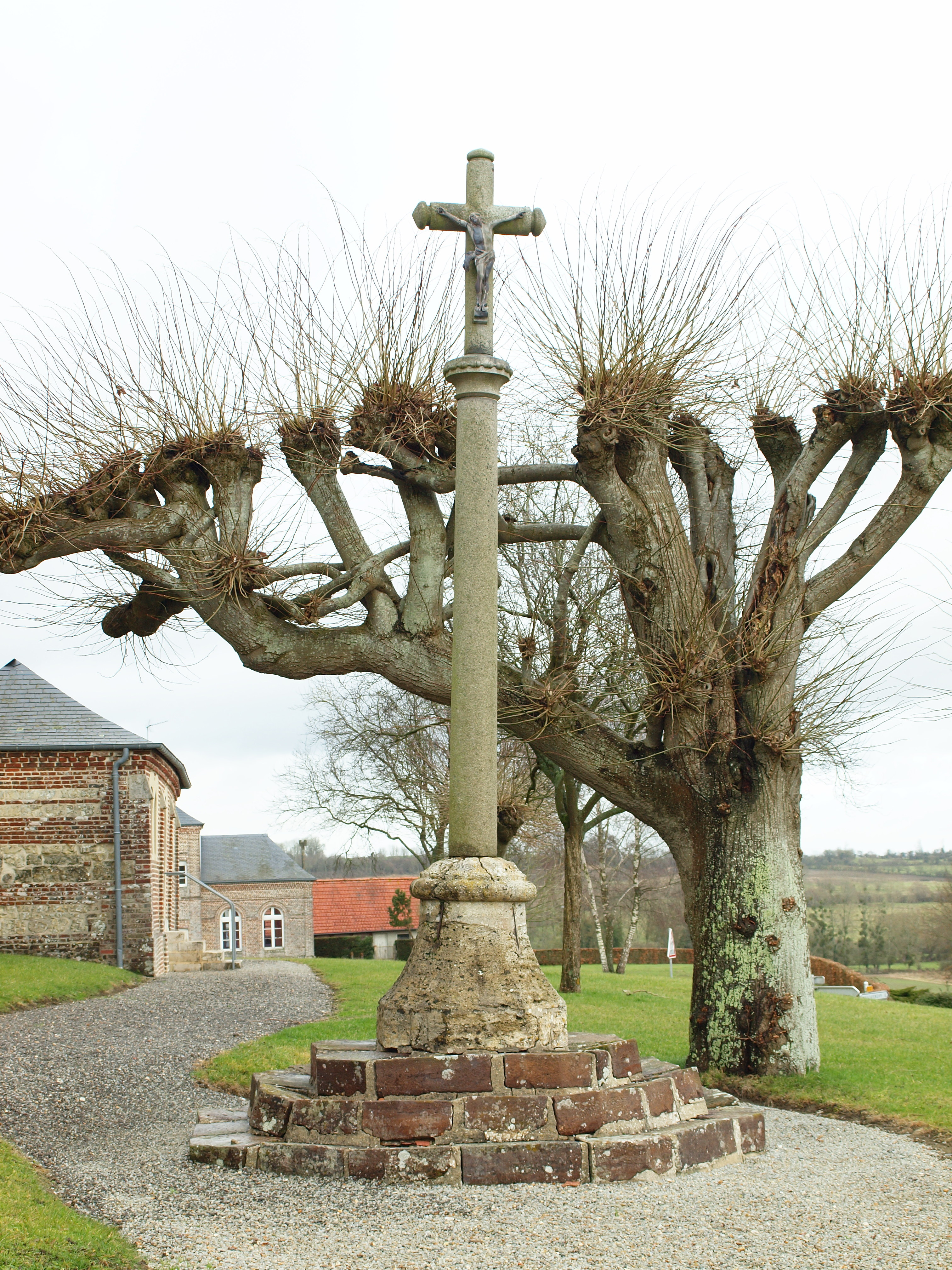
Calvaire